# Duse (Film)
Duse (Alternativtitel: Eleonora Duse) ist ein italienischer Spielfilm von Pietro Marcello aus dem Jahr 2025. Im Mittelpunkt des Dramas stehen die letzten Lebensjahre der legendären italienischen Theaterschauspielerin Eleonora Duse (1858–1924). Die Hauptrolle übernahm Valeria Bruni Tedeschi. Die Uraufführung des Films findet Anfang September 2025 bei den Internationalen Filmfestspielen von Venedig statt.

## Handlung
Die berühmte italienische Theaterschauspielerin Eleonora Duse lässt ihre Karriere zwischen dem Ersten Weltkrieg und dem Aufstieg des Faschismus in Italien wiederaufleben. Während sich die Welt um sie herum unaufhaltsam verändert, möchte „Die Göttliche“ die Bühne zu einem „Ort der Wahrheit und des Widerstands“ machen. So tritt sie unter anderem an der Kriegsfront vor Soldaten auf. In der Folge droht sie ihre Unabhängigkeit zu verlieren und erleidet später unerwartet finanzielle Rückschläge. Diese zwingen Duse dazu, erneut als Theaterdarstellerin in Erscheinung zu treten. Zu dieser Zeit wenden sich Angehörige und nahestehende Personen von ihr ab. Obwohl sich ihr Gesundheitszustand verschlechtert, trifft die Duse Vorbereitungen für eine letzte Tournee.

## Entstehungsgeschichte

### Drehbuch und Rollenbesetzung

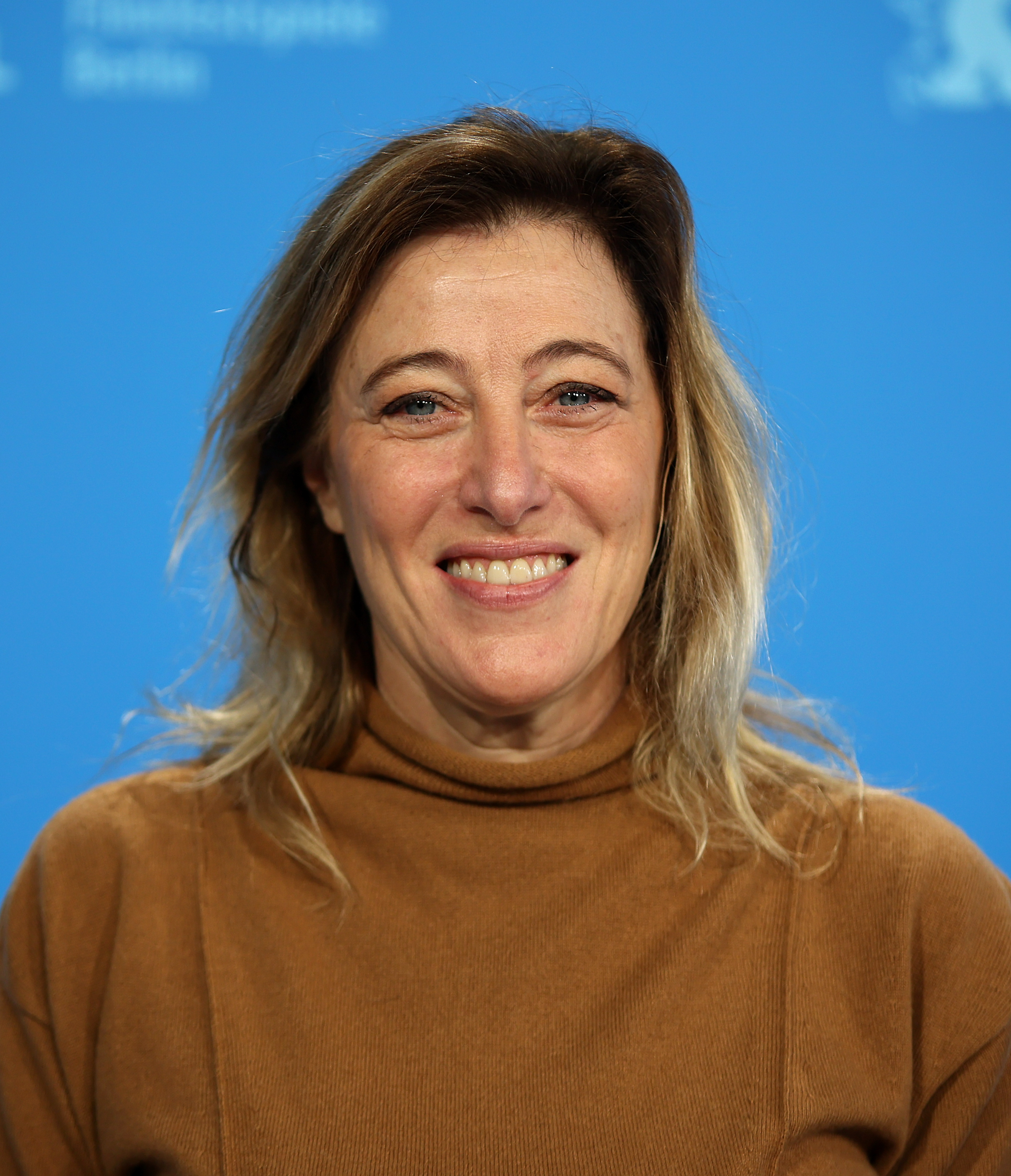
Hauptdarstellerin Valeria Bruni Tedeschi (2022)

Duse ist der vierte Spielfilm den preisgekrönten italienischen Regisseurs Pietro Marcello, der seine Karriere Anfang der 2000er-Jahre mit Dokumentarfilmarbeiten begann. Er verfasste gemeinsam mit Letizia Russo und Guido Silei auch das Drehbuch. Für die Titelrolle wurde die vielfach prämierte italienisch-französische Darstellerin Valeria Bruni Tedeschi verpflichtet. Eleonora Duse lebte zwischen 1858 und 1924 und wird zu den großen Theaterschauspielerinnen ihrer Zeit gezählt. Sie trat häufig in Bühnenstücken von Gabriele D’Annunzio und Henrik Ibsen auf.
In weiteren Rollen sind die Italienerin Fanni Wrochna als Duses Begleiterin Désirée von Wertheimstein und Noémie Merlant als Enrichetta Marchetti, Tochter des Bühnenstars, zu sehen. Mit dem Schriftsteller und früheren Duse-Geliebten Gabriele D’Annunzio (dargestellt von Fausto Russo Alesi), dem Schauspieler Memo Benassi (Vincenzo Nemolato), der Journalistin und Schriftstellerin Matilde Serao (Vincenza Modica), dem italienischen Diktator Benito Mussolini (Vincenzo Pirrotta), dem spanische Modeschöpfer Mariano Fortuny (Marcello Mazzarella) und dem französischen Bühnenstar Sarah Bernhardt (Noémie Lvovsky) treten weitere reale Figuren auf.

### Dreharbeiten und Produktion
Die Dreharbeiten fanden von Anfang März bis Mitte April 2024 unter anderem in Venedig statt. Pietro Marcello hatte selbst in der Lagunenstadt gelebt und eigenen Angaben zufolge immer davon geträumt, einen Film dort zu drehen. Als Kameramann fungierte Marco Graziaplena, der auch am vorherigen Film des Regisseurs, Die Purpursegel (2022), mitgearbeitet hatte. Marcello beschrieb die Arbeit mit seinen Darstellern als so „kreativ harmonisch“, wie er es selten zuvor erlebt habe.
In der Nachproduktion waren Fabrizio Federico und Cristiano Travaglioli für den Schnitt des Films verantwortlich. Die Musik komponierten Marco Messina, Sacha Ricci und Fabrizio Elvetico.
Produziert wurde Duse von den italienischen Unternehmen Palomar, Avventurosa, Rai Cinema und PiperFilm ins Zusammenarbeit mit der französischen Gesellschaft Ad Vitam. Ebenfalls beteiligt waren die Firma Berta Film und der Streaminganbieter Netflix. Das italienische Ministerium für Volkskultur ließ dem Projekt eine Fördersumme von 450.000 Euro zukommen.
Die weltweiten Verwertungsrechte liegen bei The Match Factory. Die Firma hatte dieselbe Aufgabe bei Marcellos vorherigen Regiearbeiten Bella e perduta − Eine Reise durch Italien (2015), Martin Eden (2019), For Lucio und Futura (beide 2021) übernommen.

## Veröffentlichung
Die Weltpremiere von Duse erfolgt am 3. September 2025 im Rahmen des 82. Internationalen Filmfestivals von Venedig. Der Beitrag wurde in den Hauptwettbewerb aufgenommen.
Ein Trailer zum Film wurde Anfang August 2025 veröffentlicht.
Der reguläre Kinostart in Italien ist ab 19. September 2025 im Verleih von PiperFilm vorgesehen. In Frankreich soll der Film ab 24. Dezember 2025 unter dem Titel Eleonora Duse im Verleih von Ad Vitam in die Kinos kommen.

## Auszeichnungen
Pietro Marcello wurde mit Duse nach 2019 zum zweiten Mal in den Wettbewerb um den Goldenen Löwen der Filmfestspiele von Venedig eingeladen.